# Paul Guilfoyle
Paul Guilfoyle (* 28. duben 1949, Canton, Massachusetts) je americký herec známý díky roli kapitána Jima Brasse v seriálu Kriminálka Las Vegas.
Objevil se v mnoha seriálech (Miami Vice, Zákon a pořádek, New York Undercover, Ally McBealová, Kriminálka Las Vegas, ...) a mnoha filmech (Tři muži a nemluvně, Wall Street, Policajt z Beverly Hills 2, Otázky a odpovědi, Táta v sukni, Air Force One, Striptýz, Smrtící léčba ad.)

## Filmografie
| Rok       | Film/seriál                           | Role                  | Poznámky                 |
| --------- | ------------------------------------- | --------------------- | ------------------------ |
| 1975      | Next Door                             |                       |                          |
| 1976      | The Murderer                          | Brock                 |                          |
| 1986      | Roanoak                               |                       |                          |
| 1986      | Kačer Howard                          | poručík Welker        |                          |
| 1986      | Billy Galvin                          | Nolan                 |                          |
| 1987      | Policajt v Beverly Hills II           | Nikos Thomopolis      |                          |
| 1987      | Spenser: For Hire                     | Ross Bates            | 1 epizoda                |
| 1987      | Tři muži a nemluvně                   | Vince                 |                          |
| 1987      | Wall Street                           | Stone Livingston      |                          |
| 1987-1989 | Miami Vice                            | John Baker            | 2 epizody                |
| 1988      | Detektiv Janek: Vnitřní záležitosti   |                       |                          |
| 1988      | Had a duha: Smrtící voodoo            | Andrew Cassedy        |                          |
| 1988      | Wiseguy                               | Calvin Hollis         | 3 epizody                |
| 1988      | Kate & Allie                          | Benny Rinaldi         | 1 epizoda                |
| 1989      | Kojak                                 |                       |                          |
| 1989      | The Equalizer                         | Max Gorman            |                          |
| 1989      | Big Time                              | Ted                   |                          |
| 1989      | Dealers                               | Lee Peters            |                          |
| 1989      | A Man Called Hawk                     | Stan                  | 1 epizoda                |
| 1990      | The Local Stigmatic                   | Ray                   |                          |
| 1990      | Cadillac se slevou                    | Jack Turgeon          |                          |
| 1990      | Vražedná zvědavost                    | Ortley                |                          |
| 1990      | Against the Law                       | Shraker               | 1 epizoda                |
| 1990      | Právo a pořádek                       | Anthony Scalisi       | 1 epizoda                |
| 1991      | Za každou cenu                        | John Laury            |                          |
| 1991      | The Great Pretender                   | Martin Brinkman       |                          |
| 1991      | Advokát chudých                       | Bert Franklin         |                          |
| 1992      | Pověstný muž                          | Norman Prescott       |                          |
| 1992      | Mrazivá vášeň                         | Mike O'Brien          |                          |
| 1992      | Those Secrets                         | Leonard               |                          |
| 1992      | Unnatural Pursuits                    | Larry Leitz           | 1 epizoda                |
| 1992      | Dead Ahead: The Exxon Valdez Disaster | McCall                |                          |
| 1992      | Hoffa                                 | Ted Harmon            |                          |
| 1993      | Nahý v New Yorku                      | Roman                 |                          |
| 1993      | Anna Lee: Headcase                    | Dr. Frank             |                          |
| 1993      | Ročník 61                             |                       |                          |
| 1993      | The Night We Never Met                |                       |                          |
| 1993      | Padlí andělé                          | Steve Prokowski       | 1 epizoda                |
| 1993      | Mrs. Doubtfire - táta v sukni         | šéf                   |                          |
| 1994      | Mother's Boys                         | Mark Kaplan           |                          |
| 1994      | Poslední let                          | Paul Mantz            |                          |
| 1994      | Malá Oděsa                            | Boris Volkoff         |                          |
| 1994      | Otázky a odpovědi                     | Lishman               |                          |
| 1994      | M.A.N.T.I.S.                          | Michael Rompath       | 1 epizoda                |
| 1994-1997 | New York Undercover                   | Alex Pratt            | 2 epizody                |
| 1995      | Café Society                          | Anthony Liebler       |                          |
| 1995      | Gospa                                 | Miodrag Dobrovic      |                          |
| 1996      | Al Pacino - Richard III.              | vrah                  |                          |
| 1996      | Manny & Lo                            | majitel domu          |                          |
| 1996      | Pohovka v New Yorku                   | Dennis                |                          |
| 1996      | September                             | Conrad                |                          |
| 1996      | Blázniví fandové                      | Kevin O'Grady         |                          |
| 1996      | Nebeští vězni                         | detektiv Magelli      |                          |
| 1996      | Central Park West                     | detektiv              | 2 epizody                |
| 1996      | Striptýz                              | Malcolm Moldovsky     |                          |
| 1996      | The Burning Zone                      | Dr. Arthur Glyndon    | 1 epizoda                |
| 1996      | Smrtící léčba                         | Dr. Jeffrey Manko     |                          |
| 1996      | Soumrak nad Manhattanem               | McGovern              |                          |
| 1996      | Výkupné                               | Wallace               |                          |
| 1997      | Peppermills                           | majitel restaurace    |                          |
| 1997      | L. A. - Přísně tajné                  | Mickey Cohen          |                          |
| 1997      | Cesta do ráje                         | Lou Napoli            |                          |
| 1997      | Air Force One                         | Lloyd 'Shep' Shepherd |                          |
| 1997      | Amistad                               | advokát               |                          |
| 1998      | Ally McBealová                        | Harold Lane           | 1 epizoda                |
| 1998      | Barvy moci                            | Howard Ferguson       |                          |
| 1998      | Vyjednavač                            | Nathan Roenick        | nebyl uveden v titulcích |
| 1998      | Drsňák                                | Frankie 'Hot' Salvino |                          |
| 1998      | Vyhnanec                              | detektiv Sammy Kurtz  |                          |
| 1999      | Entropy                               | Andy                  |                          |
| 1999      | Kdekoli, jen ne tady                  | George Franklin       |                          |
| 1999      | Náhodné setkání                       | Dick Montoya          |                          |
| 1999      | Přízraky ze snů                       | detektiv Jack Kay     |                          |
| 2000      | Společník                             | Hickle                |                          |
| 2000      | Blessed Art Thou                      | Francis               |                          |
| 2000      | Znovu na světě                        | Ed Bernstadt          | 1 epizoda                |
| 2000      | Secret Agent Man                      | Roan Brubeck          | 9 epizod                 |
| 2000–2014 | Kriminálka Las Vegas                  | kapitán Jim Brass     | 297 epizod               |
| 2001      | Session 9                             | Bill Griggs           |                          |
| 2001      | Hemingway, the Hunter of Death        | Alex Smith            |                          |
| 2001      | Noční přízraky                        | John                  | 1 epizoda                |
| 2002      | Živě z Bagdádu                        | Ed Turner             |                          |
| 2003      | Coyote Waits                          | Jay Kennedy           |                          |
| 2004      | Tempesta                              | Taddeo Rossi          |                          |
| 2005      | Justice League Unlimited              | válečník              | 1 epizoda, dabing        |
| 2008      | American Violet                       | soudce Belmont        |                          |
| 2021      | CSI: Vegas                            | Jim Brass             | 2 epizody                |